# Гавва, Валерий Николаевич
Валерий Николаевич Гавва (род. 22 октября 1947) — советский и российский певец, ведущий солист Краснознамённого ансамбля имени А. В. Александрова. Народный артист Российской Федерации (1998).

## Биография
Валерий Гавва родился в Луганской области 22 октября 1947 года.
Призван в ряды Советской Армии. После демобилизации поступил и успешно прошёл обучение сначала в Донецком музыкальном училище, а затем закончил Донецкий музыкально-педагогический институт. До 1982 года работал в Донецкой областной филармонии, с 1982 по 1987 годы был ведущим солистом Днепропетровского театра оперы и балета.
В 1987 году перешёл работать ведущим солистом в Краснознамённый ансамбль имени А. В. Александрова. Валерий Гавва исполняет самые разноплановые музыкальные произведения. В его репертуар входят и русские народные песни, и вокальные композиции советских авторов, а также классические произведения.
В 1993 году Указом Президента Российской Федерации присвоено звание «Заслуженный артист Российской Федерации».
В 1998 году был удостоен почётного звания - Народный артист Российской Федерации.
С ансамблем артист побывал с гастролями в различных странах мира, также работал в качестве приглашённого солиста оперных театров. Его выступления слушали зрители Англии, Австрии, Болгарии, Бельгии, Ватикана, Венгрии, Греции, Германии, Индии, Израиля, Испании, Китая, Канады, Южной Кореи, КНДР, Люксембурга, Ливана, Марокко, Польши, Сингапура, Сербии, США, Словакии, Турции, Франции, Финляндии, Чехии.
В декабре 2016 года, когда в авиакатастрофе погиб коллектив ансамбля, Валерий Гавва восстанавливался после перенесённой операции. В настоящее время солист вновь работает в ансамбле.
Для участия в зарубежных поездках с концертами неоднократно приглашался Мариинским театром. Многие исполненные им произведения записаны на компакт-диски.

## Награды и звания
- 1993 – «Заслуженный артист Российской Федерации».
- 1998 – Народный артист Российской Федерации.